# Муто, Хироки
Хироки Муто (яп. 武藤 弘樹; род. 26 июня 1997, Ама (город), Айти) — японский лучник, специализирующийся на стрельбе из олимпийского лука. Бронзовый призёр Олимпийских игр, серебряный призёр чемпионата Азии.

## Биография
Хироки Муто родился 26 июня 1997 года.
Занимается автомобильной промышленностью. Окончил Университет Кэйо в Токио.

## Карьера
Хироки Муто начал заниматься спортом в 2010 году в Школе Токаи. Заинтересовался стрельбой из лука после того, как увидел тренировку более возрастной группы.
В 2014 году Хироки Муто принял участие на летних юношеских Олимпийских играх в Нанкине, где добрался до четвертьфинала и занял итоговое шестое место.
На молодёжном чемпионате мира 2017 года в Росарио Муто выбыл из борьбы в индивидуальном первенстве на стадии 1/16 финала, в команде занял седьмое место, а в миксте японская пара проиграла на стадии 1/8 финала. В том же году принял участие на этапе Кубка мира в Солт-Лейк-Сити, но проиграл в первых раундах, заняв 57-е место. На взрослом чемпионате Азии в Дакке завоевал серебряную медаль в миксте, а также стал седьмым в команде и семнадцатым в личном турнире.
Принял участие на Азиатских играх 2018 года в Джакарте, где добрался до 1/8 финала в индивидуальном первенстве, а в команде стал седьмым. В том же году выступил на трёх этапах Кубка мира, добравшись до 1/16 в Анталии и Шанхае. В Берлине успешно выступить не получилось, и Муто стал 57-м.
В 2019 году Муто выступил на Кубке мира в Шанхае, вновь выбыв в 1/16 финала, а в Медельине показал лучший результат, добравшись до 1/8. На чемпионате мира в Хертогенбосе японская сборная стала девятой, уступив в 1/8 финала, а Хироки Муто проиграл в 1/32 финала личного турнира.
На Олимпийских играх в Токио японцы получили квоту в команде, что позволило им заявить трёх лучников. Муто вошёл в их число. В миксте уже в первом раунде Муто и Адзуса Ямаути проиграли французам Лизе Барбелен и Жану-Шарлю Валладону, а в командном мужском турнире вместе с Юки Кавата и Такахару Фурукавой японцы победили серебряных призёров двух последних Олимпиад американцев (5:1), но в полуфинале в перестрелке проиграли корейцам. В матче за бронзу, так же в перестрелке, японцы одержали победу. Таким образом, Хироки Муто завоевал бронзу. В личном турнире уже в первом матче он проиграл израильтянину Итаю Шанни.